# Scolopsis frenatus
Scolopsis frenatus är en fiskart som först beskrevs av Cuvier, 1830.  Scolopsis frenatus ingår i släktet Scolopsis och familjen Nemipteridae. Inga underarter finns listade i Catalogue of Life.